# 페이지 (소프트웨어)
페이지(Pages)는 매킨토시용 문서작성 및 출판물 디자인 응용 소프트웨어로 아이워크의 한 부분이다. 2019년 2월 현재, 최신 버전은 7.3이며 macOS 하이 시에라부터 지원한다.

## 기능
페이지는 다단 편집과 단락 및 글자 스타일, 각주 편집 등을 지원하며, 맥 오에스 텐 자체의 서체 편집이 가능하다. 목록, 하이퍼링크, 쪽 구분 등을 생성할 수 있으며 아이튠즈, 아이무비와 아이포토의 자료를 가져올 수 있다.
페이지는 또한 애플웍스의 워드 문서와 마이크로소프트 워드의 문서(워드 2007의 오피스 오픈 XML 포맷 포함)를 불러올 수 있으며, 생성한 문서를 RTF, PDF나 마이크로소프트 워드의 .doc 포맷으로 내보낼 수 있다.

## 같이 보기
- 아이워크
- 마이크로소프트 워드